# Пирс, Джон Робинсон
Джон Ро́бинсон Пирс (англ. John Robinson Pierce; 27 марта 1910, Де-Мойн — 2 апреля 2002, Саннивейл, Калифорния) — американский инженер и писатель в жанре научной фантастики. Его работы охватывали широкие области инженерных наук и прикладной физики от радиосвязи, технологий микроволнового излучения, психоакустики до написания компьютерной музыки и научно-фантастических художественных произведений.

## Биография
Джон Робинсон Пирс родился 27 марта 1910 года в Де-Мойне (штат Айова, США). Уроженцы Среднего Запада, семья Пирса переселилась из Айовы в Миннесоту, а затем в Калифорнию. Джон Пирс ещё в школьные годы заинтересовался техникой, по окончании школы поступил в Калифорнийский технологический институт, причём во время обучения интересовался гуманитарными науками, увлекался строительством планёров, завоевав несколько серебряных кубков на слётах планеристов в Сан-Диего. В 1933 году стал бакалавром наук, в 1934 получил степень магистра, а в 1936 защитил докторскую диссертацию.

### Работа вBell Labs
Начиная с 1936 года, Пирс плодотворно работал в Bell Labs, где занимался различными исследованиями и сотрудничал с многими известными учёными, среди его друзей — нобелевский лауреат Уильям Шокли.
Вот лишь краткий перечень работ Пирса, дающий понимание спектра его интересов как инженера и учёного:
- Исследования и разработка электронных ламп, в частности, совместное участие с Рудольфом Компфнером в создании лампы бегущей волны;
- Изобретение вторично-электронного умножителя;
- Исследования в области разработки магнетронов для радаров и отражательных клистронов;
- Участие в разработке импульсно-кодовой модуляции для оцифровки аналоговых сигналов (совместно с Клодом Шенноном и Бернардом Оливером);
- Большая роль в разработке первого коммерческого спутника связи Телстар[1]. Артур Кларк за эту работу назвал Пирса «одним из двух отцов спутниковой связи» (наряду с Хэролдом Розеном)[2].

В мае 1948 года, когда в Bell Labs был создан первый транзистор, по просьбе одного из его разработчиков — Уолтера Браттейна — Джон Пирс придумал название прибора, которым Браттейн остался весьма доволен.
Пирс вспоминал:

Название этого устройства я придумал, исходя из того, что он делает. А в то время предполагалось, что оно должно стать двойником-антиподом радиолампы. Радиолампа обладала высокой межэлектродной проводимостью (англ. transconductance), поэтому транзистор должен был обладать межэлектродным сопротивлением (англ. transresistance). Также название должно было вписываться в ряд имён других устройств, таких как варистор и термистор. И… я предложил «транзистор».
Оригинальный текст (англ.)The way I provided the name, was to think of what the device did. And at that time, it was supposed to be the dual of the vacuum tube. The vacuum tube had transconductance, so the transistor would have «transresistance». And the name should fit in with the names of other devices, such as varistor and thermistor. And. . . I suggested the name «transistor».
— Джон Р. Пирс, интервью для телевизионной передачи Transistorized! американской телеслужбы PBS
В 1962 году Артур Кларк присутствовал на демонстрации Джоном Пирсом синтезирования голоса компьютером, когда впервые в мире компьютер IBM 7094 воспроизвёл человеческий голос. Голосовой синтезатор смог воссоздать песенку Daisy Bell английского композитора XIX века Гарри Дэйкера. Этот момент произвёл на Кларка такое сильное впечатление, что позднее он решил ввести этот момент в фильм Стэнли Кубрика «Космическая одиссея 2001 года». В фильме звучит строчка «A Bicycle Built for Two» (с англ. — «Велосипед на двоих») из песни. В фильме её поёт компьютер HAL 9000, когда его компьютерное сознание разрушает астронавт Дэйв Боумэн, один из главных героев фильма.

### Работа после Bell Labs
Оставив Bell Labs, в 1970 году Пирс поступил на должность профессора в родной Калтех на факультет электротехники, а вскоре был назначен главным инженером Лаборатории реактивного движения, которая является одним научно-исследовательских центром НАСА и находится под управлением Калифорнийского технологического института.
В 1980 году Пирс оставил Калтех и перешёл в Стэнфордский университет в Центр компьютерных исследований в музыке и акустике — CCRMA (англ. Center for Computer Research in Music and Acoustics), где в качестве почётного приглашённого преподавателя занимался исследованиями компьютерной музыки (совместно с другими пионерами компьютерной музыки — Максом Мэтьюсом и Джоном Чоунингом). Одним из результатов этих работ стала разработка безоктавного музыкального звукоряда Болена—Пирса.

### Личная жизнь
До последних дней жизни Пирс поддерживал юношеское увлечение планерным спортом, всячески способствуя развитию одного из старейших планерных клубов США в Лос-Анджелесе. В зрелые и поздние годы проживал в Беркли Хайтс в штате Нью-Джерси, в Пасадине и в Пало-Альто (штат Калифорния). Пирс пережил свою жену. Сын, Джон Джереми Пирс (р. 1941), ведёт литературную деятельность, став писателем в жанре научной фантастики и редактором нескольких журналов, в том числе известного научно-фантастического журнала Galaxy Science Fiction. Дочь — Элизабет Энн Пирс.
В 1992 году Джон Пирс подписал «Предупреждение человечеству».
В последние годы жизни семья Пирсов давала большие и ставшие известными обеды в своём доме в Пало-Альто, на которые приглашались совершенно разноплановые гости и где велись беседы и дискуссии на темы от космических исследований до политики, здравоохранения и музыки XX века. На одном из таких обедов Дэниел Левитин, бывший студент Пирса, представил свою книгу «Музыка и мозг», ставшую впоследствии бестселлером.

## Награды и признание
- 1947 год — Премия Морриса Либманна[9];
- 1960 год — Медаль Стюарта Баллантайна американского Института Франклина[10];
- 1962 год — «Золотое блюдо»[англ.] американской Академии достижений[англ.][11];
- 1963 год — Медаль Эдисона «за пионерство и лидерство в области спутниковой связи, за стимулирование и вклад в электронную оптику, теорию лампы бегущей волны, и борьбу с шумом в электронных потоках»[12];
- 1963 год — Национальная научная медаль США «за выдающийся вклад в теории коммуникаций, оптики электронных лучей и лампы бегущей волны, и за лидирующие исследования всемирной радиосвязи с использованием искусственных спутников Земли»[13];
- 1974 год — Медаль Джона Скотта от Института Франклина[14];
- 1975 год — Медаль почёта IEEE «за новаторские предложения и осуществление экспериментов в области спутниковой связи, а также за вклад в теорию и проектирование лампы бегущей волны и оптики электронного пучка»[15];
- 1977 год — Премия основателей NAE Национальной инженерной академии США[16];
- 1979 год — Премия Маркони Международного фонда Гульельмо Маркони[англ.][17];
- 1985 год — Премия Японии «за выдающиеся достижения в области электроники и коммуникационных технологий». Пирс был одним из двух первых лауреатов этой почётной премии[18];
- 1995 год — Премия Чарльза Старка Дрейпера «за развитие технологии спутниковой связи»[19].
- 2003 год — посмертно введён в Национальный зал славы изобретателей[20].

Джон Пирс получил несколько степеней honoris causa:
- 1961 год — D.Eng., Машиностроительный колледж в Ньюарке[англ.],
- — D.Sc., Северо-Западный университет[21];
- 1963 год — D.Sc., Йельский университет[22],
- — D.Sc., Политехнический институт Бруклина;
- 1964 год — E.D., Технологический институт Карнеги;
- 1965 год — D.Sc., Колумбийский университет[23];
- 1970 год — D.Sc., Университет Невады;
- 1974 год — LL.D., Пенсильванский университет[24],
- — D.Eng., Болонский университет;
- 1978 год — D.Sc., Университет Южной Калифорнии[25].

## Литературная деятельность
Помимо книг и статей технической направленности, Джон Пирс публиковал под псевдонимом Дж. Дж. Каплинг (англ. J. J. Coupling) художественные произведения в жанре научной фантастики, в основном короткие рассказы, публицистические очерки и стихотворения.